# Colt Woodsman
Le Colt Woodsman est un pistolet semi-automatique fabriqué par la Colt's Manufacturing Company  de 1915 à 1977. Le designer est John Moses Browning. Chaque série présente exactement le même modèle d'armes, sauf le châssis qui change selon la série.

## Apparition dans les œuvres de fiction
- C'est une des armes utilisée par Kino dans L'Odyssée de Kino
- C'est l'arme dont Mickey Haller a hérité de son père, dans les romans de Michael Connely.
- C'est l'arme (jugée rare) du meurtrier de "l'affaire de Fontainebleau" dans le roman "Travail soigné" de Pierre Lemaitre.

- C'est l'arme utilisée par Pinkman dans le film El Camino, qui a fait suite à la série Breaking Bad.

- Un meurtrier dans la série Cold Case, Saison 2, Épisode 23 "Dans les bois".